# Eos Chaos
Eos Chaos és una estructura geològica del tipus chaos a la superfície de Mart, situada amb el sistema de coordenades planetocèntriques a -15.14 ° de latitud N i 317.64 ° de longitud E. Fa 497.85 km de diàmetre. El nom va ser fet oficial per la UAI l'any 1982 i el pren de la característica d'albedo.